# Acquarica di Lecce
Acquarica di Lecce is een plaats (frazione) in de Italiaanse gemeente Vernole.